# Çayıralan (district)
Çayıralan is een Turks district in de provincie Yozgat en telt 12.735 inwoners (2016). Het district heeft een oppervlakte van 1261,0 km². Hoofdplaats is Çayıralan.
De bevolkingsontwikkeling van het district is weergegeven in onderstaande tabel.
| 1997   | 2000   | 2007   | 2016   |
| ------ | ------ | ------ | ------ |
| 26.325 | 32.880 | 22.053 | 12.735 |